# ライデン写本
ライデン写本 (ライデンしゃほん、仏: manuscrit de Leyde) とは，オランダのライデン大学図書館に保存されている 4 ページ 1 枚の文書 (二折本 bifolio) の，ブルトン語研究における習慣的な呼び名である (整理番号：Vossianus latinus folio 96 A)．これは 9 世紀あるいは 8 世紀末までさかのぼる，ラテン語による医学論の断片であり，そのなかには数語のアイルランド語 (2 語) とブルトン語 (約 30 語) が現れている．
ピエール＝イヴ・ランベールはこの文献中のブルトン語が占める立場を次のように述べている：
「Vossianus lat. 96 A は，グロスにではなく本文中に古ブルトン語を含んでいるという特異性を有している：これは土着の言語が二次的使用に限定されていない希少な文献のひとつである．それでも，古ブルトン語はこの二折本の 1 つのページにしか現れておらず，そこでそれはラテン語単語に代わる専門用語 (植物，調合薬の名前) であるかぎり，ラテン語に対して従属した立場のままである」
文献学の観点から，彼は以下のように付け足している：
「ライデンの医学断片はおそらくブルトン語に典型的なものを何も含んでいない：これは修道院において不断に書き写されてきた古代ないし中世のラテン語の受入の問題である」
この写本中に見られるブルトン語の単語例：
- aball : リンゴ
- barr : 枝
- caes : 探す
- colænn : モチノキ
- dar : コナラ
- guern : ハンノキ
- hisæl-barr : オウシュウヤドリギ
- penn : 頭
- scau : ニワトコ
- spern : サンザシ (セイヨウサンザシ，スロー)